# Alf Toftager
 Der er for få eller ingen kildehenvisninger i denne artikel, hvilket er et problem. Du kan hjælpe ved at angive troværdige kilder til de påstande, som fremføres i artiklen.

Alf Toftager (17. marts 1911 – 16. september 1980) var en dansk overlærer, borgmester og modstandsmand.
Sammen med bl.a. grev Lennart Ahlefeldt-Laurvig-Lehn og godsejer Ivar Sporon-Fiedler dannede han en militærgruppe i Faaborg-området, som bl.a. hjalp med at skjule modstandsfolk og engelske flyvere.
I efterkrigstiden blev han konservativ borgmester i Faaborg, hvilket han var helt indtil 1978. 9. august 1964 modtog han byens første borgmesterkæde, som blev overrakt Toftager på Rasmussens Hotel.
I 1973 udkom bogen Magtspillet i provinsbyen, hvori forfatterne blandt andet påstod, at den daværende direktør for Sydfyns Discontobank og viceborgmester (Venstre), Otto Malmmose, sammen med slagteridirektør Marius Jacobsen (som sad i bankens repræsentantskab) og borgmester Alf Toftager stort set delte magten i Faaborg Kommune mellem sig. Baggrunden for bogen var, at Flemming Seiersen 1. juni 1970 var tiltrådt som redaktør på venstreavisen Faaborg Avis, hvor han bl.a. afslørede, at byens store industrivirksomheder, især slagteriet, ledte hundredtusindvis af tons urenset spildevand direkte ud i fjorden. På grund af disse tvivlsomme påstande blev Seiersen 8. januar 1972 fyret som redaktør af formand for bestyrelsen, advokat Hans Hviid. Hviid var i øvrigt også bankens advokat og sad i Rotary sammen med Otto Malmose. I det følgende kommunalvalg efter bogens udgivelse fik Alf Toftager som borgmester et meget flot valg og stor opbakning fra byens borgere. Alf Toftager var borgmester i Faaborg i 14 år. Alf Toftager var Ridder af Dannebrog.[kilde mangler]